# Dirección General Impositiva (Uruguay)
La Dirección General Impositiva es el organismo encargado de la recaudación y fiscalización a nivel estatal, competente del Ministerio de Economía del Uruguay.

## Creación
Fue creada en 1960, con la unificación de la Dirección General de Impuestos Directos e Internos y la Oficina de Recaudación a las Ganancias Elevadas en la Dirección General Impositiva.

### Estructura[4]
- Dirección General
  - Directora general de Rentas
  - Subdirector general
- Unidades de Apoyo y Asesoramiento
  - Asesoría Tributaria
  - Auditoría Interna
  - Secretaría General
  - Unidad de Comunicación
- Divisiones Operativas
  - División Planificación, Estudios y Coordinación
  - División Atención y Asistencia
  - División Grandes Contribuyentes
  - División Recaudación y Controles Extensivos
  - División Fiscalización
  - División Técnico Fiscal
  - División Administración y Gestión Humana
  - División Informática
  - División Interior

## Cometidos
Es el organismo responsable de la administración de los impuestos internos del país. Se encarga de:
- Dirigir, planear, coordinar, supervisar, controlar y ejecutar actividades relacionadas con el cumplimiento de normas tributarias.
- Programar y realizar acciones para garantizar el cumplimiento del régimen tributario, incluyendo la imposición de sanciones.
- Prevenir, investigar y reprimir la defraudación fiscal.
- Liquidar y recaudar impuestos y gravámenes, facilitando el cumplimiento de obligaciones tributarias.
- Promover mejoras en la legislación tributaria y participar en proyectos normativos y acuerdos internacionales relacionados.

Maneja los impuestos de las transmisiones patrimoniales, impuestos para el Fondo de Inspección Sanitaria, impuesto a las comisiones, impuesto a la constitución de Sociedades anónimas, impuesto a los activos de las empresas bancarias, Impuesto al Patrimonio, impuesto a la compraventa de bienes muebles en remate público, Impuesto a la Compra de Moneda Extranjera, Impuesto Específico Interno, Impuesto al Valor Agregado, Impuesto a la Enajenación de Bienes Agropecuarios, Impuesto a las Rentas Agropecuarias, Impuesto a las Ventas Forzadas, Impuesto a los Ingresos de las Entidades Aseguradoras, Impuesto a las Sociedades Financieras de Inversión, impuesto a las rentas de industria y comercio, derecho tributario internacional y normas generales de derecho tributario nacional entre otros.

## Autoridades
| Nombre               | Periodo   |
| -------------------- | --------- |
| Roberto Lamela       | 1982-1985 |
| Roberto Cobelli      | 1985-1990 |
| María Celia Priore   | 1990-1993 |
| José Carlos Bordolli | 1993-1995 |
| Roberto Cobelli      | 1995-1998 |
| Joaquín Díaz         | 1998-2001 |
| Marcelo Brasca       | 2001-2002 |
| Eduardo Zaidenzstat  | 2002-2007 |
| Nelson Hernández     | 2007-2010 |
| Pablo Ferreri        | 2010-2014 |
| Joaquín Serra        | 2014-2020 |
| Margarita Faral      | 2020-2025 |
| Gustavo González     | 2025-     |